# Bahía Cumberland (Georgia del Sur)

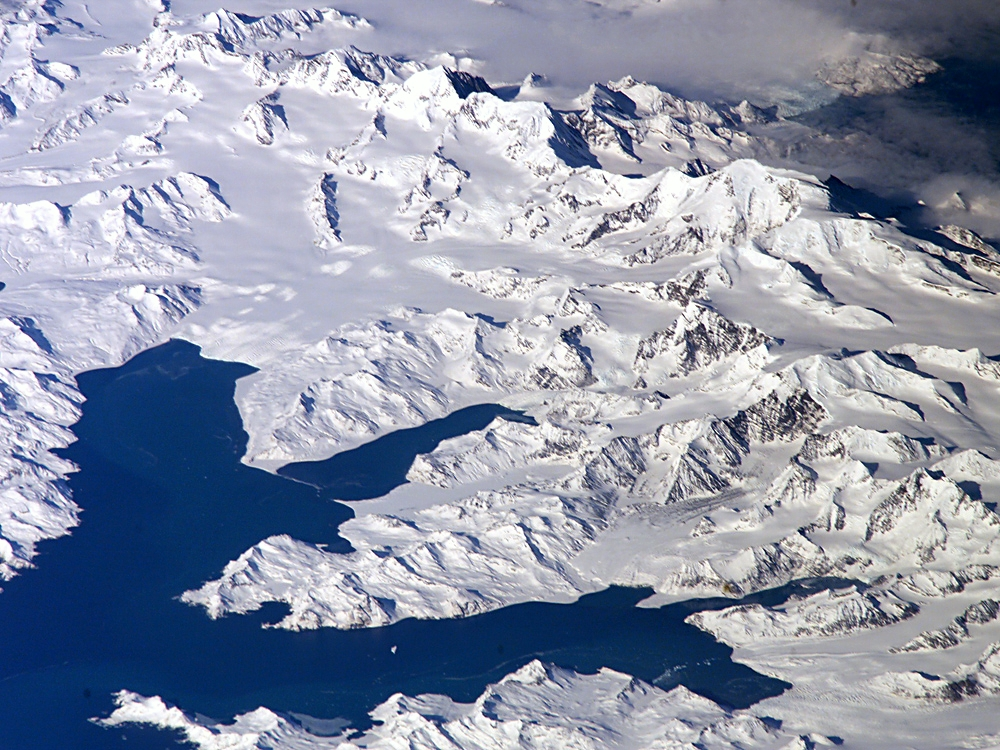
La gran bahía Cumberland, donde se encuentra Grytviken.

La bahía Cumberland es una gran bahía de 6,4 km (4 millas) de ancho que está delimitada por la punta Larsen y por la punta Scasso (o Barff), que se encuentra en la costa nordeste de la isla San Pedro, al sudeste de la bahía Stromness.
Dicha isla forma parte del archipiélago de las Georgias del Sur, considerado por la Organización de las Naciones Unidas (ONU) como un territorio en litigio de soberanía entre el Reino Unido —que lo administra como parte de un territorio británico de ultramar— y la República Argentina, que reclama su devolución, y lo incluye en el departamento Islas del Atlántico Sur de la provincia de Tierra del Fuego, Antártida e Islas del Atlántico Sur.
Está entrada de agua se ubica en las coordenadas 54°14′S 36°28′O / -54.233, -36.467 y se divide en dos partes, la occidental llamada bahía Grande (o Cumberland Oeste) y la oriental denominada bahía Guardia Nacional (o Cumberland Este).

## Historia

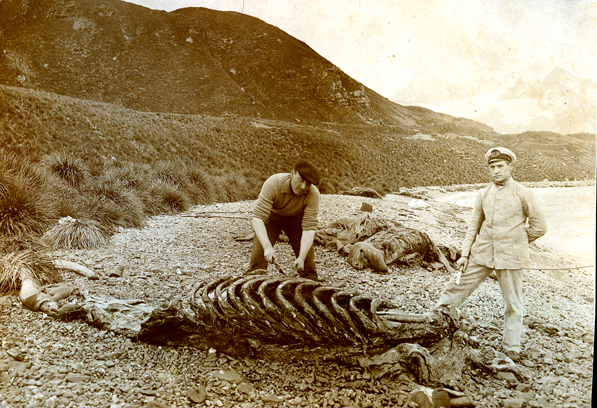
Un trabajador ballenero desgüezando una ballena en la bahía. Foto tomada en 1924.

Fue descubierta y nombrada en 1775 por una expedición británica al mando de James Cook. Durante la Segunda Guerra Mundial las estaciones balleneras del Atlántico sur fueron cerradas, con excepción de las de Grytviken y Puerto Leith. La mayoría de dichas estaciones fueron destruidas por los alemanes, mientras que el resto fueron utilizadas como bases militares por los Aliados. 
Los británicos y noruegos residentes asistieron a la defensa de la bahía y la isla durante la Segunda Guerra. Un buque de guerra de la Royal Navy fue designado para patrullar las aguas de la isla San Pedro y la Antártida, el buque desplegó dos cañones de cuatro pulgadas para la protección de los accesos de las bahías de Cumberland y Stromness. Estas armas, que todavía se encuentran en la bahía, fueron manejadas por balleneros noruegos. Las estaciones balleneras de la bahía estaban comunicadas por una calle de tierra a lo largo de la playa.